# Franceville
Franceville (også kendt som Masuku) er en by i det sydøstlige Gabon, med et indbyggertal på cirka 22.000. Byen er hovedstad i provinsen Haut-Ogooué.
1. ↑  archive.wikiwix.com (fra Wikidata).